# Grabče
Grabče is een plaats in Slovenië en maakt deel uit van de gemeente Gorje in de NUTS-3-regio Gorenjska. De plaats telde 79 inwoners op 1 januari 2020.